# Our Uniform
Pour plus de détails, voir Fiche technique et Distribution.
Our Uniform est un film d'animation de court métrage iranien réalisé par Yegane Moghaddam, sorti en 2023.

## Fiche technique
- Titre anglais : Our Uniform
- Réalisation : Yegane Moghaddam
- Scénario :
- Animation :
- Musique : Maryann Tedstone, Michael Tedstone et H. Ramzy
- Son :
- Production : Yegane Moghaddam
- Montage :
- Sociétés de production :
- Sociétés de distribution :
- Pays d'origine :  Iran
- Langue originale : farsi
- Format : couleur
- Genre : animation
- Durée : 7 minutes 25 secondes
- Dates de sortie :
  - Espagne : 6 mai 2023 (Animayo)
  - France : 12 juin 2023 (Annecy)

## Distribution
- Saeed Moghaddam

## Distinctions
- Festival international du film d'animation d'Annecy 2023 : Prix Jean-Luc Xiberras de la première œuvre.